# José Buchs
Pour les articles homonymes, voir Buchs.
José Buchs (né le 16 janvier 1896 à Santander, mort le 30 janvier 1973 à Madrid) est un scénariste et réalisateur espagnol.

## Biographie
José Buchs fait ses débuts en tant qu'acteur en 1918. En 1920 il se lance dans la réalisation. Il obtient son premier succès en 1921 avec La Verbena de la Paloma d'après la Zarzuela de Tomás Bretón La verbena de la Paloma. Il réalise plus de cinquante longs métrages. D'après Carlos Fernandez Cuenca, Prim réalisé en 1930 fut le film historique le plus cher réalisé par Buchs: « pour la seule scène reproduisant la bataille de Castillejas, il disposait de 2 000 hommes et 600 chevaux ».
Après la guerre civile espagnole, il reprend son activité de réalisateur, mais son style ne correspondait plus à son époque.
Son fils Julio Buchs est également réalisateur.

## Filmographie

### Comme réalisateur
- 1919 : Cuidado con los ladrones
- 1921 : Victime de la Haine
- 1921 : La Verbena de la Paloma
- 1921 : La Demoiselle inutile
- 1922 : Alma rifeña (es)
- 1922 : Carceleras
- 1923 : Curro Vargas (es)
- 1924 : Diego Corrientes (en)
- 1924 : La Médaille du toréro
- 1925 : El abuelo (en)
- 1926 : Una extraña aventura de Luis Candelas
- 1926 : Pilar Guerra (es)
- 1931 : Prim
- 1935 : El Niño de las Monjas
- 1937 : Madre Alegria'
- 1940 : En poder de Barba Azul (es)
- 1943 : Un caballero famoso (en)
- 1948 : Aventuras de don Juan de Mairena
- 1949 : Sol e Toiros
- 1964 : Un whisky español (court-métrage documentaire)[1]

### Comme scénariste
- 1922 : Carceleras
- 1923 : Curro Vargas (es)
- 1925 : El abuelo (en)
- 1926 : Una extraña aventura de Luis Candelas
- 1926 : Pilar Guerra (es)
- 1931 : Prim
- 1943 : Un caballero famoso (en)
- 1948 : Aventuras de don Juan de Mairena

### Comme acteur
- 1948 : Aventuras de don Juan de Mairena